# Stenygrocercus kresta
Stenygrocercus kresta – gatunek pająka z infrarzędu ptaszników i rodziny Euagridae.

## Taksonomia
Gatunek ten opisany został po raz pierwszy w 1991 roku przez Roberta Ravena. Jako lokalizację typową wskazano szczyt Mount Do na Nowej Kaledonii.

## Morfologia
U jedynej zmierzonej samicy ciało ma 6 mm długości przy prosomie długości 2,9 mm i szerokości 2,4 mm, a opistosmie (odwłoku) długości 3 mm i szerokości 2,1 mm. Karapaks jest żółtobrązowy z brązowymi znakami, porośnięty falistymi, brązowymi włoskami. Ośmioro oczu rozmieszczonych jest na planie prostokąta. Oczy pary przednio-środkowej leżą w widoku grzbietowym nieco bardziej z przodu niż pary przednio-bocznej, natomiast oczy pary tylno-środkowej leżą bardziej z przodu niż pary tylno-bocznej. Jamka karapaksu jest krótka, prosta, opatrzona jedną parą szczecinek fowealnych. Nadustek jest niski. Żółtobrązowe szczękoczułki mają 5 dużych ząbków i 11 ząbków mniejszych na przedniej krawędzi bruzdy, a w nasadowo-środkowej części bruzdy jeden ząbek większy, dwa drobne ząbki i od 30 do 40 ziarnistości. Barwa wargi dolnej, szczęk jest żółtobrązowa z jaśniejszym nakrapianiem, sternum zaś żółtobrązowa z jasnobrązowym nakrapianiem na brzegach. Odnóża są żółtawobrązowe z żółtymi biodrami i krętarzami oraz słabo zaznaczonym, brązowym obrączkowaniem na goleniach i nadstopiach. Trichobotria rozmieszczone są w dwóch szeregach na goleniach, oraz jednym, prostym szeregu na nadstopiach i stopach. Pazurki parzyste mają od 6 do 12 ząbków rozmieszczonych w S-kształtnym szeregu, a pazurek trzeci od jednego do dwóch ząbków. Opistosoma jest z wierzchu czerwonobrązowa z bladą łatą na przedzie i czterema parami jajowatych, bladych znaków w tyle, od spodu zaś czerwonobrązowa z bledszym środkiem. Kądziołki przędne są żółtobrązowe z wierzchu i brązowe od spodu. 
Genitalia samicy zawierają cztery oddzielne spermateki (dwie pary); wewnętrzne z nich są o długich i zafalowanych szypułkach, dwukrotnie skręconych częściach środkowych i powiększonych zbiornikach szczytowych, zewnętrzne zaś o krótkich i prostych nasadach, trzykrotnie skręconych częściach środkowych i powiększonych zbiornikach szczytowych.

## Ekologia i występowanie
Pająk ten endemicznie występuje w górskich równikowych lasach deszczowych Nowej Kaledonii. Znany jest tylko z lokalizacji typowej, z wysokości 900 m n.p.m.